# (1942) Jablunka
(1942) Jablunka ist ein Asteroid des Hauptgürtels, der am 30. September 1972 von Luboš Kohoutek in der Hamburger Sternwarte (Bergedorf) entdeckt wurde.